# Ariadna isthmica
Ariadna isthmica là một loài nhện trong họ Segestriidae.
Loài này thuộc chi Ariadna. Ariadna isthmica được Joseph A. Beatty miêu tả năm 1970.